# Майен (департамент)
Майе́н (фр. и брет. Mayenne) — департамент на западе Франции, один из департаментов региона Пеи-де-ла-Луар. Порядковый номер — 53. Административный центр — Лаваль. Население — 317 006 человек (74-е место среди департаментов, данные 2010 года).

## География
Площадь территории — 5175 км². Через департамент протекает река Майен.
Департамент включает 3 округа, 32 кантона и 261 коммуну.

## История
Майен — один из первых 83 департаментов, образованных во время Великой французской революции в марте 1790 г. Возник на территории бывшей провинции Мен. Название происходит от реки Майен.